# Âne andalou
L'âne andalou (andaluz-cordobés) ou Anko du Perche en France est une race d'ânes originaire d'Andalousie. Ses origines sont anciennes et liées à l'Égypte. Élevé en France sous le nom d'Anko depuis les années 1990, c'est un âne de grande taille à la robe grise, principalement utilisé pour les randonnées montées ou attelées.

## Histoire
L'âne andalou est originaire d'Égypte où l'on retrouve ses traces vers 700 ans av. J.-C.
. Il a ensuite été importé en Espagne où son élevage s'est réparti sur deux régions : Cordoue, d'une part, et la région délimitée par le Guadalquivir, le Guadajoz et les villages de Genil et Baena, de l'autre.
Dans les années 1990, une sélection est pratiquée et élevée en France au cœur de l'Orne dans le parc du Perche. Cet âne prend le nom spécifique d'Anko en 1993.

## Description

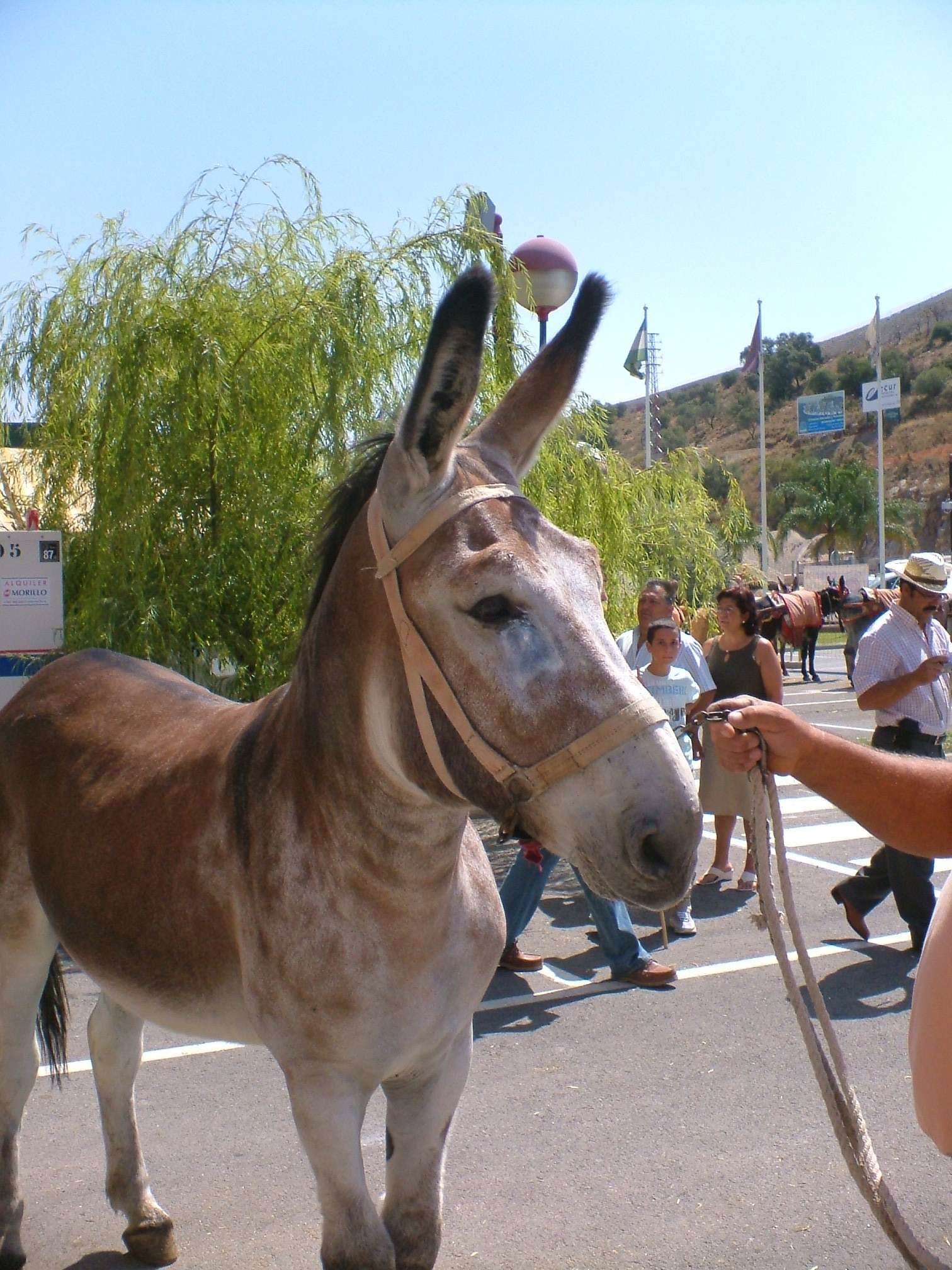
Tête d'un âne andalou.

Il est de grande taille : plus d'1,40 m pour les ânesses et plus d'1,45 m pour les ânes mâles. Sa robe est grise, allant du blanc au gris fer et le plus pommelé possible. Sa peau est foncée et son poil ras. Sa crinière est droite de préférence.

## Utilisations
Il est notamment utilisé à la selle et à l'attelage du fait de sa résistance et de sa grande taille : morphologie athlétique et résistance au climat tempéré. 
C'est ainsi le compagnon idéal des randonnées montées ou attelées.